# Trustfall
Trustfall è il nono album in studio della cantautrice statunitense Pink, pubblicato il 17 febbraio 2023 su etichetta discografica RCA Records. L'album è stato anticipato dai singoli Never Gonna Not Dance Again, Trustfall e When I Get There.

## Antefatti
Successivamente alla pubblicazione dell'ottavo album in studio Hurts 2B Human del 2019, Pink è apparsa nelle collaborazioni One Too Many con Keith Urban e Anywhere Away from Here con Rag'n'Bone Man. Nel 2021 la cantante ha pubblicato All I Know So Far: Setlist, album dal vivo tratto dal tour Beautiful Trauma World Tour, tenutosi tra Nord America, Europa e Oceania dal 2018 al 2019. Il progetto è stato promosso da due singoli Cover Me in Sunshine e All I Know So Far. Nel 2021, in occasione della promozione dell'ultimo progetto, Pink ha parlato sul suo prossimo album in studio. Quando le è stato chiesto quale sarebbe stato il sound del prossimo album in studio, ha risposto che non ne era sicura perché era «agli inizi», ma che sarebbe stato tematicamente «molto onesto». Il 14 luglio 2022 Pink ha pubblicato a sorpresa il singolo Irrelevant, canzone denuncia della cantante a seguito della sentenza della Corte suprema degli Stati Uniti d'America sul potere di definire le legislazioni sull'aborto ai singoli Stati federati degli Stati Uniti d'America.

## Descrizione
Il progetto discografico si compone di tredici brani, gran parte dei quali co-scritti dalla stessa Pink, con la produzione di Fred Again, David Hodges, Max Martin, Johnny McDaid, Shellback. I brani presentano sonorità dance pop, con influenze provenienti dai generi country, folk, americana e pop rock, mentre tematicamente affrontano l'auto-motivazione, l'auto-accettazione, la vulnerabilità, la spiritualità, il lutto e l'amore. Pink ha rilasciato un'intervista a Billboard descrivendo l'album e i temi affrontati:

## Promozione
Il 13 ottobre 2023 Pink ha annunciato l'uscita dell'edizione deluxe di Trustfall. La nuova edizione, che include il suo singolo dell'anno scorso Irrelevant, due nuove canzoni e sei registrazioni dal vivo del Summer Carnival Tour, è stata pubblicata per il download digitale, l'acquisto di LP e CD il 1º dicembre 2023.

## Accoglienza
| Recensione           | Giudizio |
| -------------------- | -------- |
| AllMusic             |          |
| Evening Standard     |          |
| musicOMH             |          |
| The Daily Telegraph  |          |
| The Guardian         |          |
| The Independent      |          |
| The Irish Times      |          |
| The Line of Best Fit | 5/10     |
| The Times            |          |

Trustfall è stato accolto perlopiù positivamente dalla critica musicale. Su Metacritic, che assegna un punteggio normalizzato su 100 in base alle recensioni della critica specializzata, l'album ha ricevuto un punteggio di 71 su 100, basato sulle recensioni di nove critici, che indica «recensioni generalmente favorevoli».
Maura Johnston di Rolling Stone ha scritto che le canzoni di Trustfall, dal punto di vista dei testi, «non rifuggono dall'irascibilità o dalla scontrosità» espresse della cantante, ma «si sentono come se provenissero da un luogo genuino» e che «il fascino di Pink deriva dalla sua capacità di trasformare il quotidiano in stereotipato» comprensibile a tutti. Cady Siregar di Consequence ha trovato che la cantante «indossa ancora le sue emozioni sulla sua pelle, desiderosa di abbracciare un profondo senso di vulnerabilità mentre elabora alcuni eventi estremamente difficili», pubblicando il suo «tentativo più evidente di narrazione e introspezione» nella sua discografia. Tuttavia, Siregar ha scritto che Pink «sta giocando sul sicuro» poiché «cerca di irradiare onestà emotiva senza rischiare di risultare leggermente banale è qualcosa che anche le migliori popstar trovano difficile da fare».
In una recensione mista, Michael Cragg del The Guardian ha scritto che l'album è «frammentario ma a tratti giocoso», mostrando una Pink «affidabile», grazie alla sua voce, «elemento chiave» di materiali non «sempre all'altezza».

## Tracce
1. When I Get There – 3:20 (David Hodges, Amy Wadge)
2. Trustfall – 3:57 (Alecia Moore, Johnny McDaid, Fred Gibson)
3. Turbulence – 3:26 (Matthew Koma, Madison Love)
4. Long Way To Go (feat. The Lumineers) – 3:09 (Alecia Moore, Jesse Shatkin, John Stephen Sudduth, Maureen McDonald, Wesley Schultz, Jeremiah Fraites)
5. Kids In Love (feat. First Aid Kit) – 2:47 (Ludvig Södeberg, Jakob Jeriström, Klara Söderberg)
6. Never Gonna Not Dance Again – 3:44 (Alecia Moore, Max Martin, Shellback)
7. Runaway – 2:42 (Edvard Erfjord, Clementine Douglas)
8. Last Call – 4:03 (Alecia Moore, Billy Mann, Pete Wallace)
9. Hate Me – 3:20 (Alecia Moore, Greg Kurstin)
10. Lost Cause – 3:38 (Stephen Wrabel, Sam de Jong, Sam Romans)
11. Feel Something – 3:04 (Teddy Geiger, Ian Franzino, Jason Evigan, Nate Mercereau)
12. Our Song – 2:54 (Jesse Shatkin, Jessica Karpov, Maureen McDonald)
13. Just Say I'm Sorry (feat. Chris Stapleton) – 3:34 (Alecia Moore, Chris Stapleton)

Durata totale: 43:38

## Successo commerciale
Negli Stati Uniti, l'album ha esordito al secondo posto della Billboard 200 con 74.500 unità equivalenti all'album, primo album della cantante dai tempi di Funhouse (2008) a non occupare al primo posto dopo la prima settimana di vendita. L'album ha esordito alla prima posizione della UK Albums Chart con oltre il 65% del totale delle vendite fisiche, diventando il quarto album di Pink e il terzo consecutivo a ottenere tale risultato, dopo Beautiful Trauma (2017) e Hurts 2B Human (2019). In Australia, l'album ha esordito alla prima posizione della ARIA Albums Chart, diventando il settimo album di Pink alla prima posizione nel Paese e il decimo in totale della sua carriera tra le prime dieci posizioni.

## Classifiche
| Classifica (2023) | Posizione massima |
| ----------------- | ----------------- |
| Australia         | 1                 |
| Austria           | 1                 |
| Belgio (Fiandre)  | 2                 |
| Belgio (Vallonia) | 2                 |
| Canada            | 1                 |
| Croazia           | 2                 |
| Danimarca         | 24                |
| Finlandia         | 14                |
| Francia           | 2                 |
| Germania          | 1                 |
| Grecia            | 70                |
| Irlanda           | 2                 |
| Italia            | 62                |
| Lituania          | 43                |
| Norvegia          | 3                 |
| Nuova Zelanda     | 1                 |
| Paesi Bassi       | 2                 |
| Polonia           | 8                 |
| Portogallo        | 4                 |
| Regno Unito       | 1                 |
| Repubblica Ceca   | 10                |
| Slovacchia        | 36                |
| Spagna            | 9                 |
| Stati Uniti       | 2                 |
| Svezia            | 6                 |
| Svizzera          | 1                 |
| Ungheria          | 7                 |